# Gare de Dégagnac
Gare de Dégagnac – przystanek kolejowy w Dégagnac, w departamencie Lot, w regionie Oksytania, we Francji.
Jest przystankiem kolejowym Société nationale des chemins de fer français (SNCF), obsługiwanym przez pociągi TER Limousin i TER Midi-Pyrénées.